# Erling Bløndal Bengtsson
Erling Bløndal (også Blöndal) Bengtsson (8. marts 1932 i København – 6. juni 2013 i Ann Arbor i Michigan i USA) var en dansk cellist og musikpædagog.

## De første år
Blöndal Bengtsson blev født og voksede op i København som søn af danske violinist Valdemar Bengtsson (1898-1970) og den islandske pianist Sigridur Charlotte, født Nielsen (1894-1956). Faderen var hans første læremester og han studerede hos kgl. koncertmester Fritz Dietzman. Bløndal Bengtsson debuterede som fireårig ved Politikens Julekoncert i 1936. Han gav sin første koncert med orkester i 1942 i Tivoli under ledelse af Thomas Jensen.
 

## Uddannelse
I 1948 gjorde et islandsk hæderslegat det muligt for ham at studere i USA hos den russiske cellist Gregor Piatigorsky på Curtis Institute of Music i Philadelphia. Et år efter blev han Piatigorskys assistent og året efter - som nittenårig - fakultetsmedlem med sin egen celloklasse på Curtis Institute.

## Solisten
Hans repertoire gik fra klassiske til moderne værker. Ledende skandinaviske komponister skrev værker til Blöndal Bengtsson, og han har i Skandinavien uropført koncerter af Benjamin Britten, Samuel Barber, Aram Khatjaturjan, Frederick Delius, Witold Lutosławski og William Walton. De to sidste har dirigeret dem med Bløndal Bengtsson som solist. 
Bløndal Bengtsson har optrådt med de fleste af verdensorkestre som Royal Philharmonic, Skt. Petersborgs Filharmoniske Orkester, English Chamber Orchestra, Salzburgs Mozarteum-orkester, Haags Residentie Orkester under ledelse af Jurij Temirkanov, Mariss Jansons, David Zinman, Sixten Ehrling, Herbert Blomstedt og Sergiu Commissiona.

## Kammermusikeren
I mange år spillede han med pianisterne Anker Blyme, Kjell Bækkelund, Árni Kristjánsson, Georg Vasarhelyi og Herman D. Koppel - og dannede fast trio med Henry Holst og Esther Vagning.
Som kammermusiker turnerede han med violinisterne Emil Telmányi, Charles Senderovitz, Endre Wolf og Arve Tellefsen.og i sidste tyve år med pianisten Nina Kavtaradze.

## Pædagogisk virke
Hjemme i Danmark 1953 underviste han ved Det Kgl. Danske Musikkonservatorium i København - fra 1961 som ekstraordinær professor og fra 1969 som professor til 1990. Ved siden af underviste han i Sveriges Radios musikskole på Edsberg slot i Stockholm og på Hochschule für Musik i Köln.
I 1990 fik han et professorat ved School of Music ved University of Michigan i Ann Arbor, Michigan, USA, som han besad de næste seksten år.
Bløndal Bengtsson gav talrige masterclasses til det sidste i mange lande: seks år i træk i 1970'erne ved Tibor Varga Festival i Sion i Schweiz og i England, Norge, Island og USA.

## Pladeindspilninger
Bløndal Bengtsson har indspillet mere end et halvt hundrede plader. Hans indspilning med Johann Sebastian Bachs seks suiter for solocello blev "Choice of the Year" i det amerikanske musikmagasin Fanfare, og hans indspilning af Zoltán Kodálys solosonate blev i Guinness Classical 1000 en af Top 1000-indspilninger fra alle tider. I 2006 blev der i anledning af 70 års jubilæet udgivet en portræt-DVD med titlen: The Cello and I.

## Hædersbevisninger
- Ridder af 1. grad af Dannebrogordenen (16. november 1977)
- Storridder af Den Islandske Falkeorden
- 1946: Musikanmelderringens ærespris
- 1961: Prof. Ove Christensens ærespris
- 1962: Århus-studenternes æreskunstner
- 1965: Komponisten Ludvig Schyttes Mindelegat
- 1972: Medlem af Kungliga Musikaliska Akademien
- 1973: Hædersgave fra Carl Nielsens og Anne Marie Carl Nielsens Legat
- 1976: Läkerol-prisen
- 1993: "Chevalier du Violoncelle", Indiana University, School of Music, Eva Janzer Memorial Cello Center
- 2001: Award of Distinction, Manchester International Cello Festival
- 2005: "Premier Master Cellist 2005", the Detroit Cello Society
- 2006: IFPIs Ærespris ved P2 Prisen DMA Klassisk
- 2013: Jón Sigurdsson Prisen, Island [5]
- Velux Fondens Hæderspris
- English Hyam Morrison Gold Medal for Cello

## Instrument
Erling Bløndal Bengtssons cello var en Nicolas Lupot (1758-1824), "Den franske Stradivarius".

## Død og eftermæle
Erling Blöndal Bengtsson døde i sit hjem i Michigan den 6. juni 2013 og blev bisat i Island på "Holavallagarður",  den gamle kirkegård i Reykjavik. Monumentet på hans grav er udført af billedhuggeren Gottfred Eickhoff i 1976. En kopi er i det Nationalhistoriske Museums portrætsamling på Frederiksborg Slot.
En anden skulptur - over legemsstørrelse - står foran koncerthuset i Reykjavik. Den er udført af billedhuggeren Olöf Pálsdottir.
Et portræt malet af Bløndal Bengtssons yngste søn, Stefan Blöndal er skænket af elever og hænger på Det Kgl. Danske Musikkonservatorium.

## Privat
Bengtsson blev gift 19. oktober 1958 i Linå Kirke med Merete Bloch-Jørgensen (født 23. april 1937 i Rudkøbing), datter af tandlæge Troels Bloch-Jørgensen og hustru Ethel Merete født Søeborg. Merete Bløndal Bengtsson stammede fra Silkeborg, hvor faderen var formand for Silkeborg Musikforening. Parret fik to sønner.